# Producător de film
Producător de film (găsit uneori și sub denumirea de producător de cinema)  este persoana fizică care finanțează sau coordonează finanțarea unui terț (stat, finanțator sau grup de finanțatori) în producția de film și deține controlul cheltuielilor față de bugetul alocat acestuia. Rolul său nu se limitează doar la aceste funcții. În mod normal acesta acordă tot sprijinul scenaristului, regizorului, alege distribuția, locațiile de filmare, echipa tehnică cea mai competentă în viziunea sa, rezolvă probleme sau confilicte care apar în realizarea producției.

## Rolul în procesul de producție unui film
Calitatea de producător de film este foarte importantă, el fiind cel care intervine hotărâtor în alegerea tematicii și subiectelor filmelor. Este important ca el să găsească un regizor care să pună în scenă cât mai elocvent scenariul dat. Nu lipsită de importanță este alegerea actorilor. Toate acestea deoarece filmul este o artă, nu doar un mecenat.
Producătorul de film în general gestionând banii altora, este răspunzător direct față de finanțatori privind folosirea efectivă a fondurilor și este tras la răspundere în cazul unor eventuale pierderi. Pentru a finaliza cu succes menirea sa în producția unui film, trebuie să aibă în permanență în vedere următoarele atribuții ce-i revind direct:
- să se orienteze cât mai atent asupra proiectului;
- să facă un studiu de fezabilitate a acestuia cât mai amănunțit;
- să organizeze dezvoltarea financiară a acestuia prin găsirea unui finanțator;
- să găsească cele mai bune resurse creative, umane, financiare și resurse tehnice necesare producției;
- să stabilească și să pună în aplicare termenele de lucru privind producția;